# Чеський Сокіл
Чеський Сокіл (чеськ. Česká obec sokolská, ČOS) — чеське спортивне товариство, засноване в ХІХ столітті в Чехії. Найстарша сокільська організація у слов'янських країнах. 

## Програмові цілі
Метою «Соколу» було підвищення фізичної і духовної підготовленості, а також пробудження національного духу. Сокільський рух керувався ідеєю панславізму.

## Історія

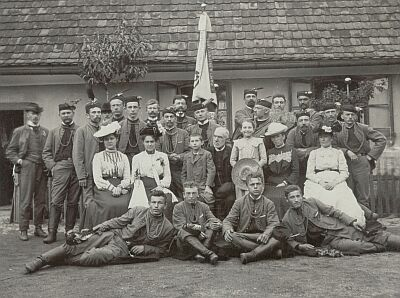
Колінські соколи 1900 року

Перше сокільське гніздо (осередок) виникло 5 березня 1862 у Празі. Засновниками були Мірослав Тирш та Їндржих Фюгнер. Незабаром це стало зразком для інших слов'янських країн, і нові сокільські гнізда почали з'являтися в Словенії (1863), Польщі (1867), Хорватії, у Німеччині в Лужиці і Берліні, в Сербії, Україні (1894 року, розформовано 1939 р.), Македонії, Словаччині (1905).
1865 року чеські емігранти заснували відділення «Сокола» в США, де воно функціонує донині (станом на 2012), включаючи 44 гнізда, головним чином у північних штатах.
Перший Президент Чехословаччини Томаш Гарріг Масарик також був активним членом «Сокола».

### Друга світова війна
Після німецької агресії 1938—1939 років організацію було розпущено, а її члени зазнали переслідувань із боку нацистів. Німці спроваджували членів організації в концтабори, зокрема в табір Освенцім.
 «Привезли понад сотню чехів. Це була сама інтелігенція — організація «Сокіл». Розмістили їх у нашій залі (блок 25, зала 7). Їх почали швидкими темпами кінчати. Я вступив в організаційний контакт із їхнім представником 89 (він живий і проживає у Празі).» — Вітольд Пілецький.
Після заборони організації деякі представники сокільського руху включилися в боротьбу з фашизмом, воюючи як на території Чехії, так і в еміграції.

### Післявоєнна доба
Після Другої світової війни в 1948 році «Сокіл» було відновлено. Після Празької весни 1968 року комуністи його розпустили. Повторно відновили 1990 року, і зараз організація налічує 45 гнізд.